# Джонні Дивний
Джонні Дивний (справжнє ім'я — Гандзюк Андрій Сергійович; нар. 24 квітня 1992, м. Калуш) — репер, хіп-хоп-артист з міста Калуш. Сольний виконавець, співзасновник та учасник колективу «Ціна Ритму». Представник локальної формації «03472». Співзасновник бренду вуличного одягу «PARTYFACE».
Також є колишнім учасником проєктів "KALUSH" та "Kalush Orchestra".

## Життєпис

### Сольна кар'єра

#### "Повний Абзац"
Джонні Дивний, спільно з бітмейкером Wootabi, випустив альбом "Повний Абзац" (2018), який являє собою цілісну напів-автобіографічну художню роботу та включає в собі велику кількості пасхалок та посилань.
|  | «У світі інноваційних технологій багато секретів залишається під поверхнею плівкового шуму, на кшталт книг, забутих під шаром сивого пилу.» |

 — так Джонні Дивний характеризує свій сольний альбом "Повний Абзац".
Альбом містить трек "Гра в слова", записаний за участі української хіп-хоп-співачки Аліни Паш. Також на релізі взяли участь такі виконавці, як: Санчо Панама, Перо та гурт "Ліра".
Два треки з альбому ("Процес" та "Райська насолода") стали саундтреками до фільму Стоп-Земля Катерини Горностай.
|  | «Цей альбом дійсно важливий для мене, тому що він дуже особистий і в певний момент життя Я викидав в нього багато емоцій. Тому я не міг просто відпустити цей матеріал і йому довелось чекати свого часу. На новому етапі свого життя Я зміг повноцінно взятись за розробку альбому, беручи участь буквально на всіх стадіях його створення. Починаючи від спільних пошуків семплів разом із Wootabi та закінчуючи поширенням готового продукту. Під контролем була кожна дія процесу, так як реліз заморочений насправді саме на деталях. Важко навіть уявити, скільки пророблено дрібниць, яких пересічний слухач на перший погляд навіть не помітить. А також важливим моментом є те, що це мій перший сольний альбом за історію «Ціни Ритму», – коментує для «Нотаток» Джонні Дивний |

#### Рестарт сольної творчості
У травні 2023 року Джонні Дивний покидає проєкти KALUSH та Kalush Orchestra та повертається у Львів для роботи над сольним матеріалом.
У червні виходить перший сольний кліп на трек "Спринт", у якому знялось багато українських реперів, таких як IZI SURF, POLAMAV, Тулим та інші.
Через місяць світ побачив наступне відео на композицію "Спурт", у якому автор жартує над собою та колегами «по цеху».  У мультиплікаційному ролику, наповненому самоіронією та сатирою, можна побачити персонажів, схожих на Псючого Сина, Аліну Паш, Alyona alyona, OTOY, Krechet та інших.

Наслідком кліпу стала словесна перепалка між OTOY та Джонні Дивним. Перший різко відреагував на відеороботу в своєму інстаграмі, після чого слідувала відповідь від Джонні. На цьому конфлікт був вичерпаний.
|  | Спурт - ривок в середині або наприкінці дистанції з метою відірватися від суперників, наздогнати спортсмена, що пішов вперед, або вимотати противників. |

Обидві композиції ввійшли до сольного міні-альбому "ФАРТЛЕК", який був випущений 05 вересня 2023 року.

### Ціна Ритму
Співзасновник та учасник гурту "Ціна Ритму", в рамках якого вперше в Україні використав термін "пост хіп-хоп".
Колектив є переможцем міжнародного хіп-хоп фестивалю Represent #8 (2015), який відбувся у м. Калуш, а також різноманітних батлів, конкурсів та ін.
«Ціна Ритму» є одним із флагманів сучасного українського репу. Учасники команди є активними діячами у хіп-хоп середовищі.
На рахунку артиста 3 альбоми у складі гурту.

### Kalush та «Kalush Orchestra»
Беквокаліст та учасник проєктів "KALUSH" (з 2019) та "Kalush Orchestra" (з 2021). У складі "Kalush Orchestra" взяв участь у турі по США та Європі. Також брав участь у відборі пісенного конкурсу Євробачення-2022, в якому колектив отримав перемогу. Виступив на премії MTV Europe Music Awords 2022 та Пісенний конкурс Євробачення 2023, де колектив брав участь як гість. В рамках туру виступив на таких всесвітньо відомих фестивалях, як SXSW, Ґластонбері та інших.
|  | Євробачення – більше, ніж серйозний івент, і підготовка до нього – не менш серйозний процес. На жаль, чисто фізично неможливо розірватись на кілька частин і бути присутнім одразу всюди – і на репетиції з Kalush, і в студії з мастеринг-інженером, і ше й в іншій студії писати трек з Ціною Ритму. Тому це питання пріоритетів. Менше з тим, я вболіватиму за Kalush Orchestra разом із вами і маю надію, що пацани повернуться додому з перемогою! З Сашою Табом ми в хороших стосунках. Можете собі провести паралель з футболом: основний склад в команді один, але іноді тренери роблять заміни посеред матчу».. |

### "PARTYFACE"
Джонні Дивний, спільно з реп-виконавцем Майколою Вайнером, є засновником бренду вуличного одягу PARTYFACE, який позиціонує себе як перший partywear в Україні.
|  | “Все починалось з мерчу. Раніше я працював на складі бланкового одягу, там і вирішив зайнятись друком принтів на замовлення, а пізніше — авторським дизайном. На той час так званий «бренд» називався “Veniamin”, але він став основою для “PARTYFACE” (див. логотип). Якість мене не влаштовувала, потрібен був апгрейд, коштів на який не було. Проте було бачення дизайну та бажання шити все самотужки з топових матеріалів. В цьому мені допоміг Майкола, інвестувавши кошти в створення бренду. Ми познайомилися в мережі, нас звела музика. Декілька років Майкола живе в Ірландії. Ми постійно підтримували зв’язок, товаришували. Якось він приїхав в Україну і запросив мене взяти участь в одному з випусків його подкасту. Там я розповів про свою мету — створювати одяг. Після подкасту він зв’язався зі мною і запропонував допомогу. Так ми стали партнерами”, – розповідає Джонні Дивний історію створення бренду. |

### 03472
Джонні Дивний є представником локального руху “03472”, який являє собою об'єднання калуських хіп-хоп виконавців. Назва походить від місцевого коду телефонного зв‘язку.

### PentagRhyme
Об'єднання українських реп-виконавців, до складу якого входять Dee the Conscious One, Довгий Пес, Zombo, Джонні Дивний та Лірик.
П'ятеро MC об'єднались для того, щоб разом створити спільну концептуальну платівку.
Матеріал витримано у традиційному хіп-хоп звучанні, а кожен з виконавців «приміряв» на собі персональний образ, щоб створити ідеальну команду.
В основі релізу містична оповідь, яка зв'язує 5 композицій у цілісну "легенду". Серед треків переважає соціальна тематика та художня розповідь.
|  | "Вони довго залишалися непомітними спостерігачами, будуючи своє життя серед звичайних людей. Попередні битви зі злом розкинули їх у різні частини історії, змусивши залягти на дно. Пентаграма, що погасла на долоні кожного, сьогодні знову спалахне, нагадавши їм про древню місію. Чорнокнижник викликав із потаємних глибин прадавніх істот, щоб історія кожного була закарбована у п'яти посланнях до людства", - йдеться в описі релізу. |

## Дискографія
| Рік  | Назва синглу / альбому            | Виконавець                       |
| ---- | --------------------------------- | -------------------------------- |
| 2011 | Дивний Пес і Довгий Джонні [EP] ] | Довгий Пес та Джонні Дивний      |
| 2013 | "СтарYO!" [EP]                    | Ціна Ритму                       |
| 2016 | "Точка Неповернення" [LP]         | Ціна Ритму                       |
| 2018 | "Відлига" [Single]                | Джонні Дивний                    |
| 2018 | "Повний абзац" [LP]               | Джонні Дивний та Wootabi         |
| 2018 | "V" [EP]                          | PentagRhyme                      |
| 2019 | "Вічний Двигун" [EP]              | Ціна Ритму                       |
| 2019 | "Втома" [Single]                  | Ядерна Могила та Джонні Дивний   |
| 2020 | "Не угадав" [Single/Video]        | Джонні Дивний, Аппекс та Wootabi |
| 2022 | "ЗСУ" [Single]                    | Ціна Ритму                       |
| 2023 | "Спринт" [Single/Video]           | Джонні Дивний                    |
| 2023 | "Спурт" [Single/Video]            | Джонні Дивний                    |
| 2023 | "ФАРТЛЕК" [EP]                    | Джонні Дивний                    |

## Інтерв'ю
- Ціна Ритму @FlowMaster: Скрім в беках (Довгий Пес, Джонні Дивний, Аппекс, JointJay)